# Микролит (орудие)
Микролит ( μικρός — малый, λίθος — камень) — миниатюрное каменное орудие, которое использовалось человеком, начиная с позднего (верхнего) палеолита, наиболее характерно для мезолита, менее — для неолита, но встречается даже в бронзовом веке. Чаще всего микролиты изготавливались из кремня, представляли собой различные сечения призматических пластинок и имели размеры от нескольких миллиметров до 3 сантиметров. Микролиты были обнаружены по всей территории Европы и Азии.

## История
В предолдувайской формации Шунгура на реке Омо Эфиопии индустрия носит микролитический характер (маленькие рубильца и некрупные отщепы). В Израиле микроиндустрия на местонахождении Еврон (Evron-Quarry) датируется возрастом >1,5 — <2,4 млн лет. В Нихэваньской котловине в Китае открыто более 10 местонахождений с микроиндустрией древностью от 1,7 до 1 млн лет (Сяочанлян, Дунгуто). Микролитическая индустрия на израильской стоянке Бизат Рухама датируется возрастом ок. 1 млн лет (длина артефактов в Бизат Рухама составляла в среднем ок. 25 мм). На основе микроиндустрии Кульдары (ок. 900 тыс. л. н.) формировалась индустрия раннего и среднего палеолита Таджикистана.
Первые настоящие микролиты (тонкие пластинки размером ок. 1 см) из африканской пещеры Мумба Рок Шелтер (en:Mumba Cave) в Танзании датируются возрастом 130 тысяч лет. В местонахождении Пиннакл Пойнт (en:Pinnacle Point), на самом юге Южной Африки, микролиты регулярно производились 71 тысячу лет назад, в формации Наисиусиу в Олдувае — 62—59 тысяч лет назад, в кенийской пещере Энкапуне-я-Муто — более 45 тыс. л. н., в южноафриканской пещере Бордер Кейв (Ховисонс-портская индустрия) — 65—60 тысяч лет назад. Первые микролиты на Шри-Ланке датируются возрастом ок. 30 тысяч лет назад.
Хотя обе группы микролитов (см. ниже) появились в позднем палеолите, наибольшее распространение геометрических форм приходится на средний каменный век (мезолит) во временном промежутке после завершения последнего ледникового периода (около 9200 лет до н. э.) и до появления сельского хозяйства (около 8000 лет до н. э.). Некоторые виды микролитов (например, в форме трапеций) появились в эпоху неолита (в культурах воронковидных кубков и линейно-ленточной керамики).

## Техническая сторона
Смысл использования микролитов заключался в значительной экономии каменного сырья и возможности создавать из мелких взаимозаменяемых элементов (в основном геометрические микролиты) лезвия любой длины для копий, гарпунов, кинжалов, стрел и серпов. Отдельные виды микролитов (негеометрические) использовались как одиночные орудия (скребки, скрёблышки, проколки, наконечники, мелкие лезвия). В стрелах использовали 1—2 микролита, а в гарпунах и копьях — в среднем от шести до восемнадцати.
На основе внешних форм выделяют две группы микролитов: геометрические и негеометрические (ламинарные). Кроме того, могут быть одно- и двустороннеобработанные изделия.

### Негеометрические (ламинарные) микролиты (пластинки, острия и др.)
В Европе подобные микролиты появились в граветтской культуре, широко распространились в мадленский период и ещё производились в эпоху мезолита во всём Средиземноморье. Они несколько крупнее появившихся позже геометрических и изготовлены из отщепов кремня.
Их предназначение не всегда ясно. Судя по небольшим размерам, их крепили к какой-то рукояти либо иному носителю из дерева или кости, например, в качестве наконечника копья или метательного дротика. Среди остатков очагов в жилищах мадленской культуры ламинарные лезвия находят группами по три, как если бы они крепились к древкам по три штуки на каждое. Там же находят роговые наконечники дротиков из рога, в пазах которых каким-то вязким материалом были закреплены кремнёвые лезвия. В пещере Ласко было найдено двадцать кремнёвых лезвий, укрепленных вязким материалом на круглой рукоятке из рога, предположительно образующих гарпун или аналогичное ему оружие. Некоторые микролиты, найденные в Англии, несут следы обработки зубилом, но они могли быть также оставлены во время удара наконечника о твердый объект.

#### Пластинки
Эти микролиты различаются по форме краёв и способу ретуширования: с заостряющей ретушью, с притупленным краем, со скошенным краем, с прямо срезанными ретушью концами, с выемками, сечения пластинок, короткие сечения. Наличие той или иной формы пластинок в памятнике используется для определения культур ориньякской, солютрейской, тарденуазской и иберо-мавританской культур.

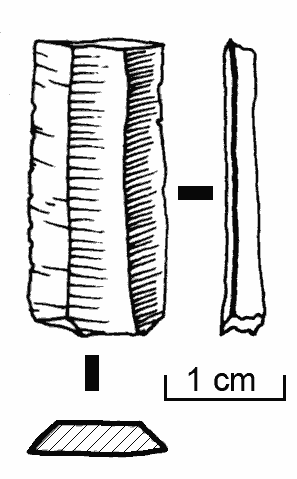
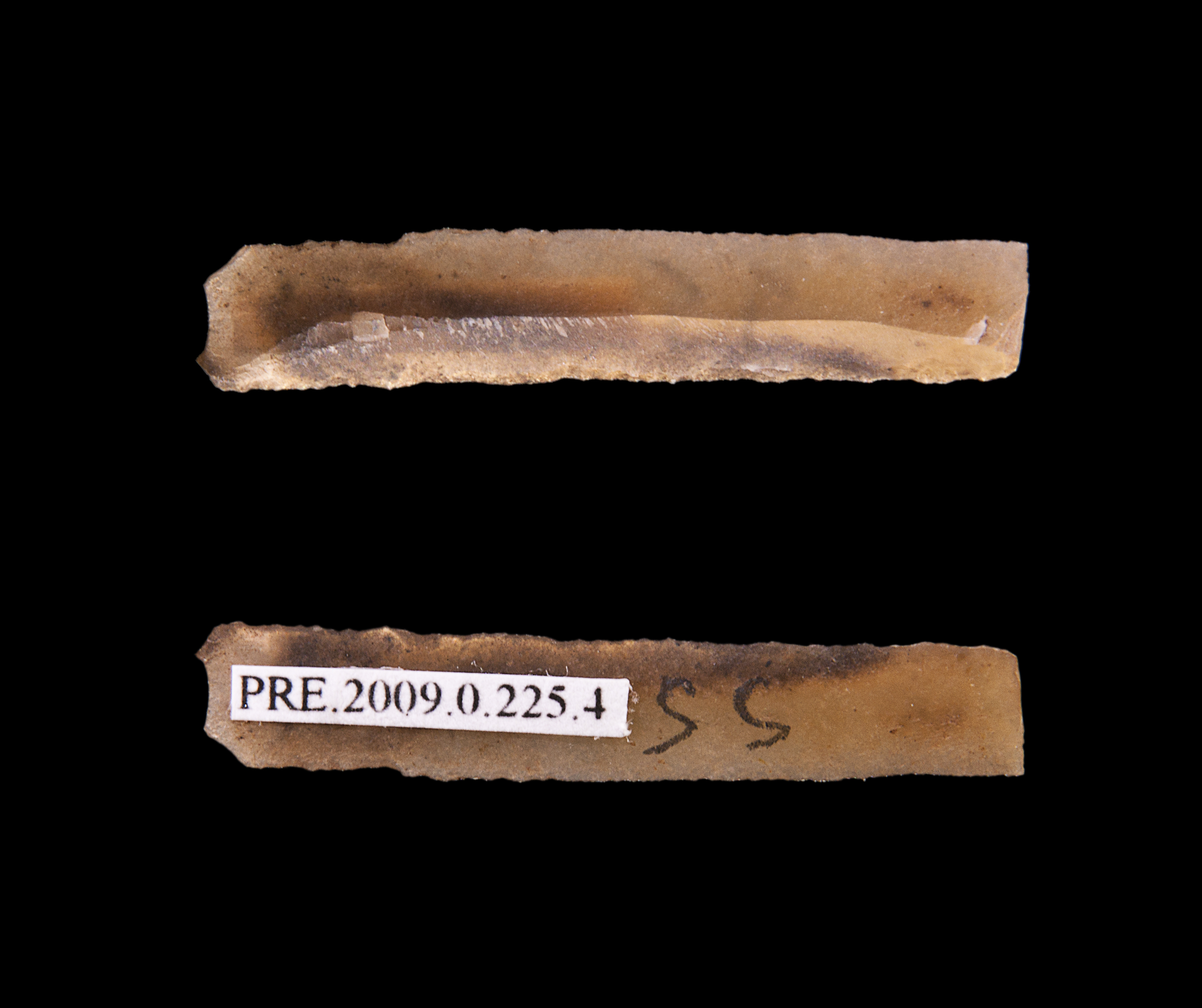
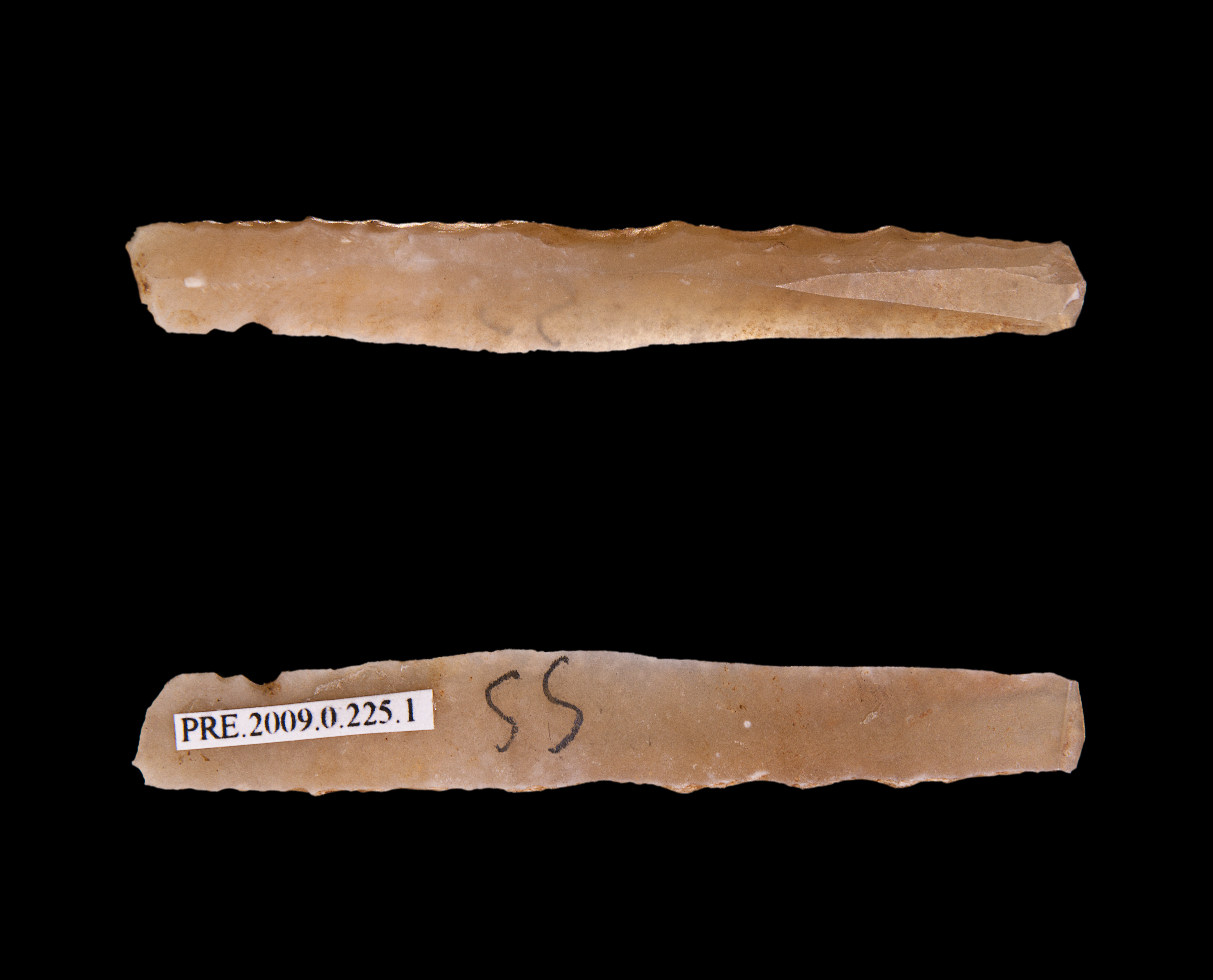

#### Острия (остроконечники)
Количество региональных вариантов микролитов этого типа очень велико, и их трудно различать, не зная, в каком археологическом контексте данный артефакт был найден.

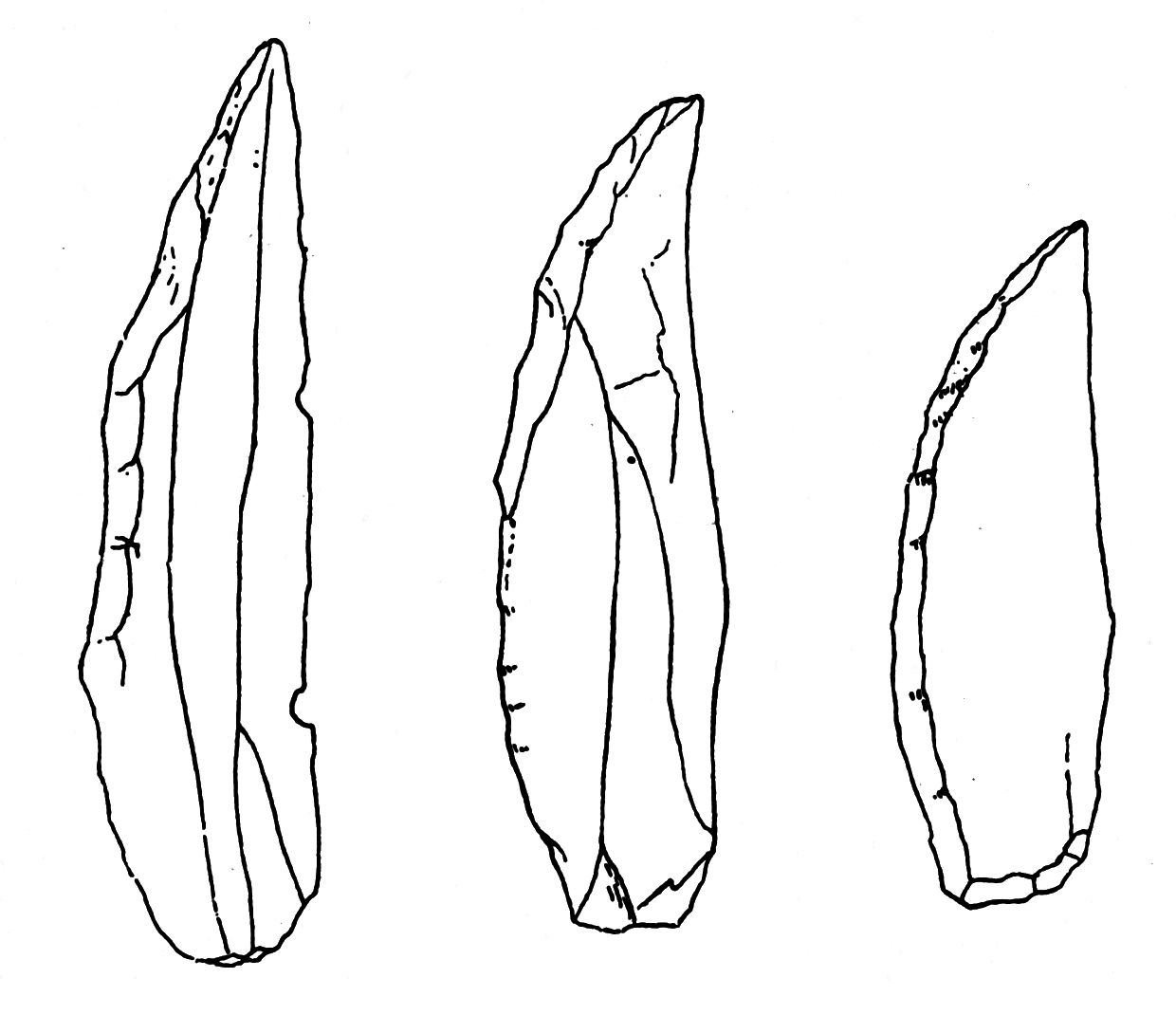
Шательперонские остроконечники, Европа
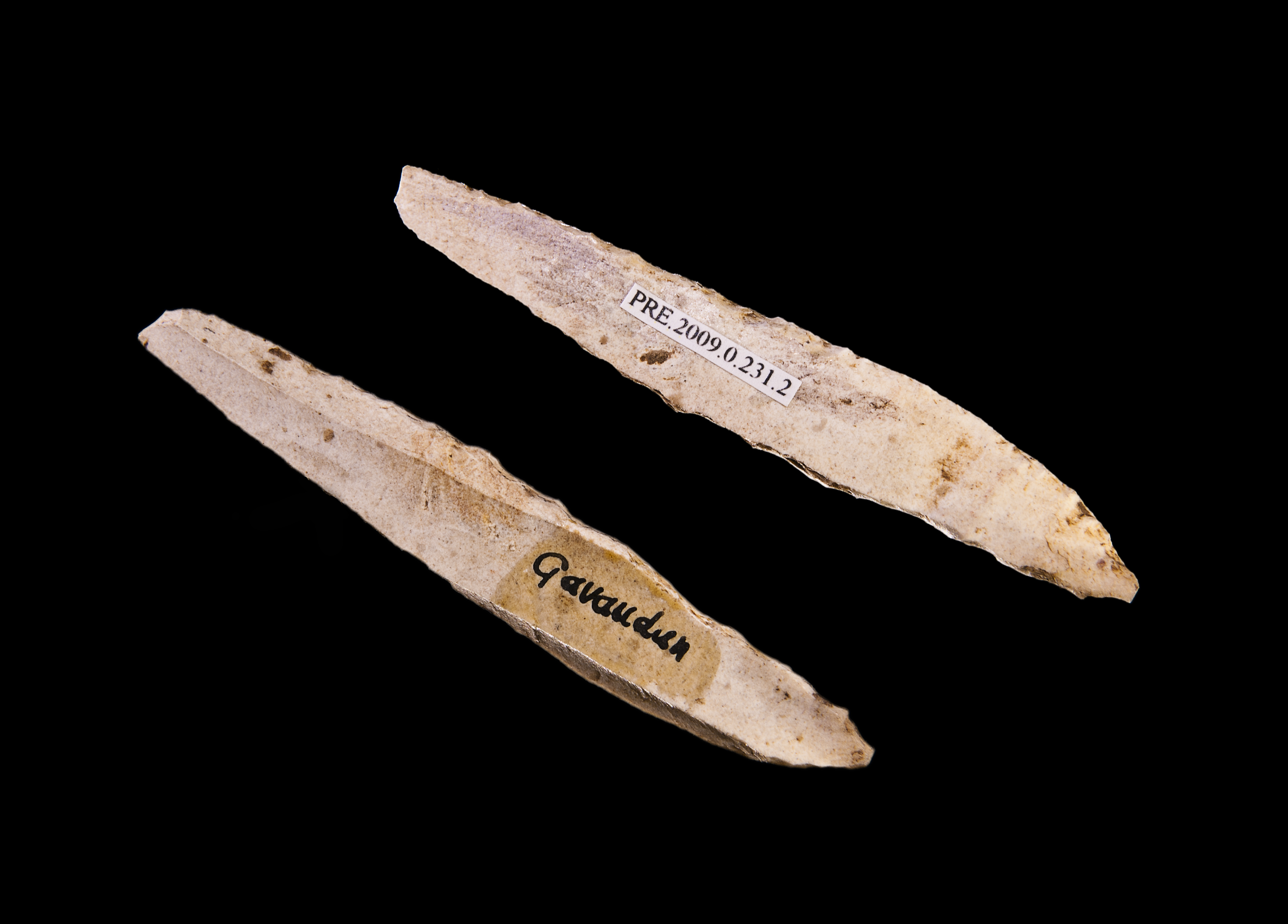
Граветтские остроконечники, Европа
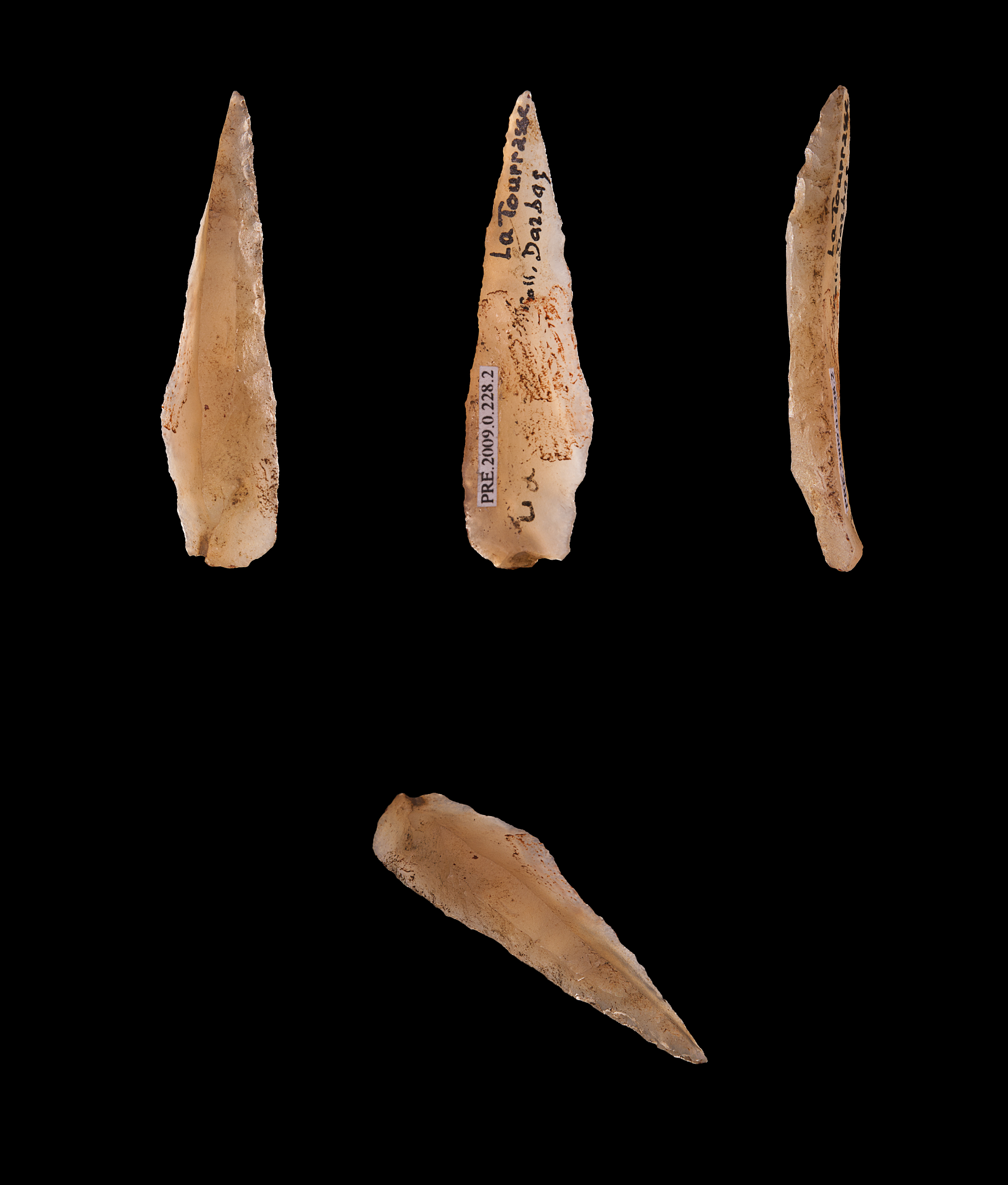
Азильские остроконечники, Европа
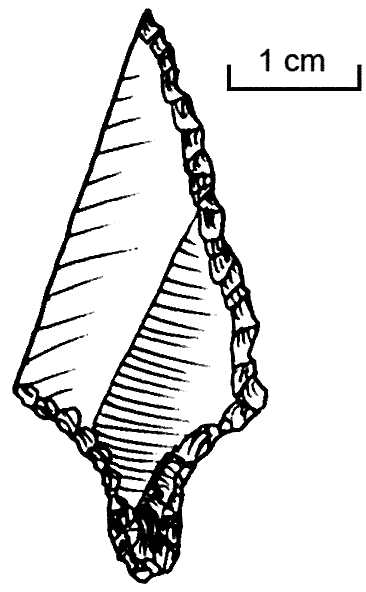
Аренсбургские остроконечники, Европа
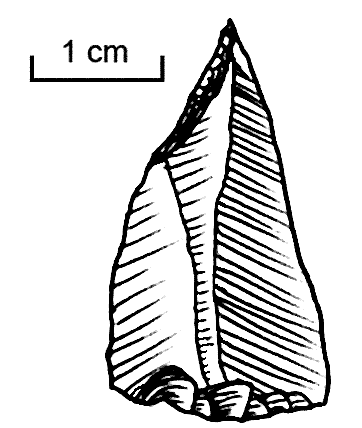
Эмирийские остроконечники, Ближний Восток
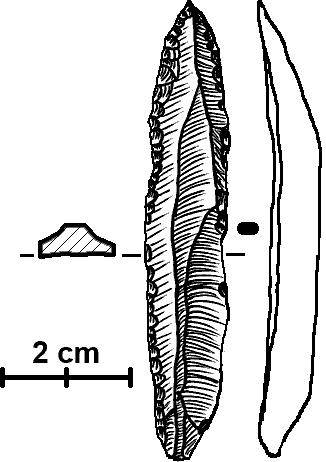
Эль-Вадские остроконечники, Ближний Восток
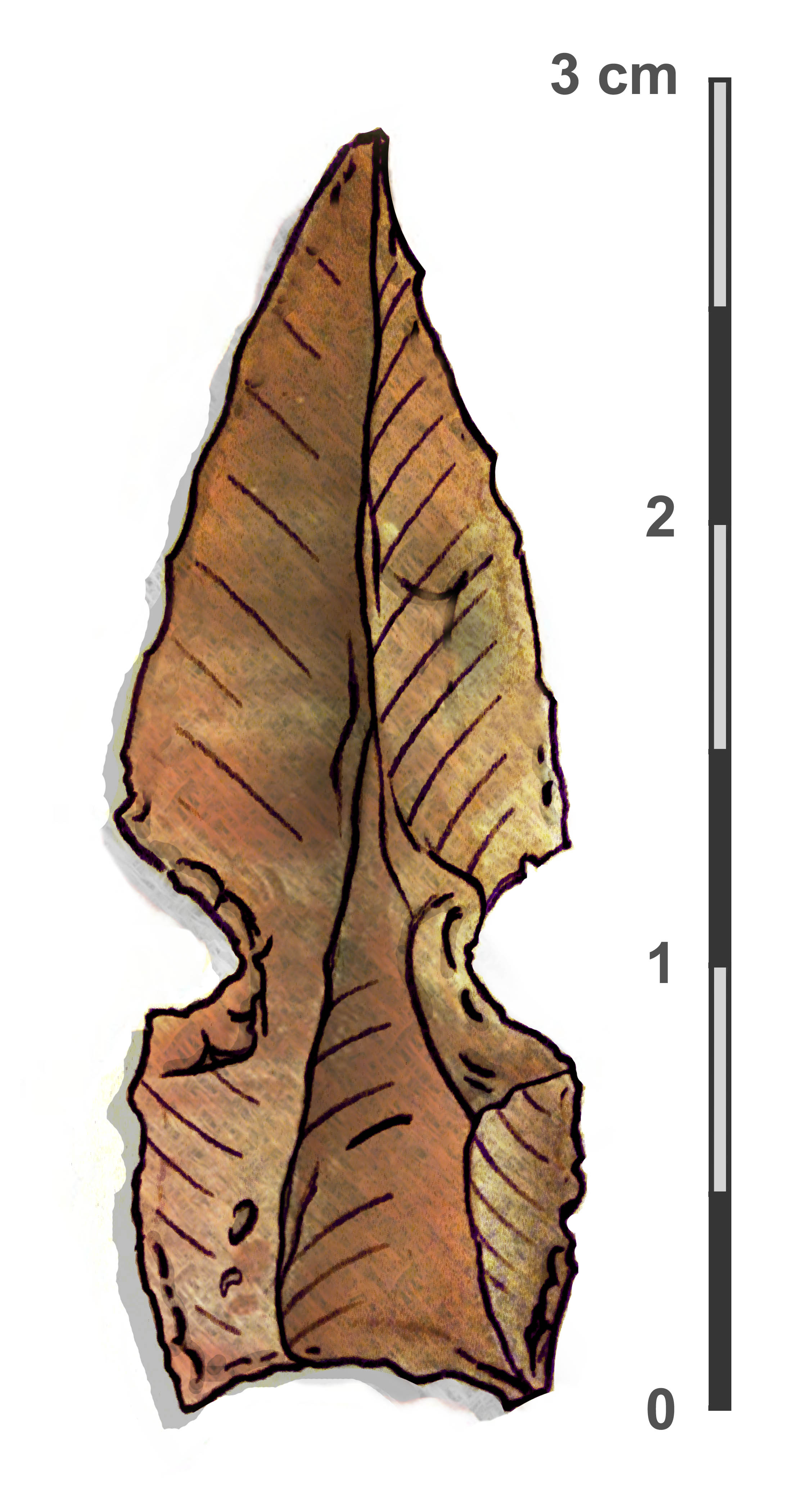
Хиамские остроконечники, Ближний Восток
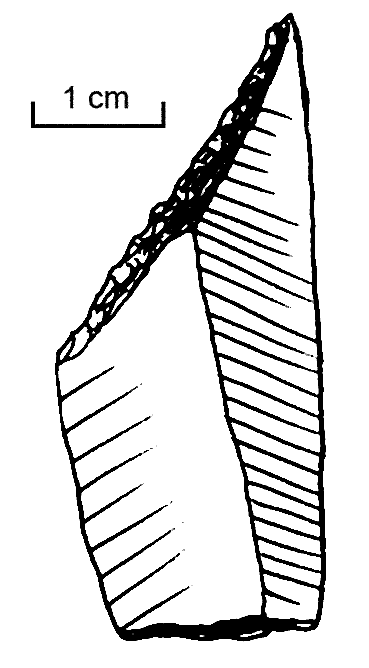
Аделаидские остроконечники, Австралия

#### Другие негеометрические микролиты
Простые вкладыши, скребки, отщепы с ретушью.

### Геометрические микролиты
Первые европейские микролиты геометрического типа появились в Мадленской культуре. Вначале они имели треугольную, а позже трапециевидную форму. Были распространены в мезолите и неолите, еще производились также в халколите и даже в бронзовом веке наряду с металлическими наконечниками. Ниже наряду с типичными геометрическими микролитами в форме (слева направо) трапеции, треугольника и сегмента для сравнения показан ламинарный микролит или микрорезец и анимационное изображение получения геометрических микролитов и микрорезцов из пластинки.

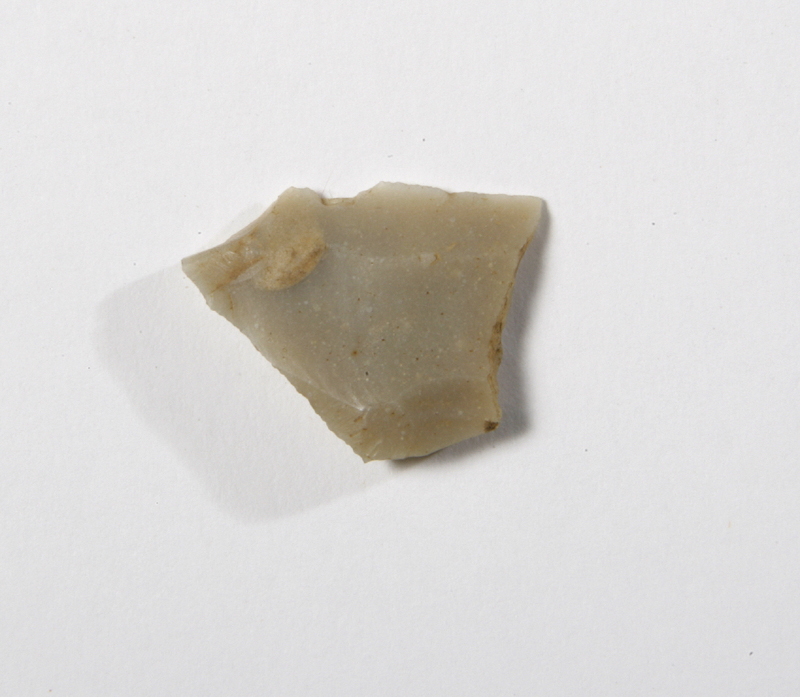
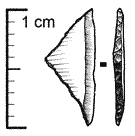
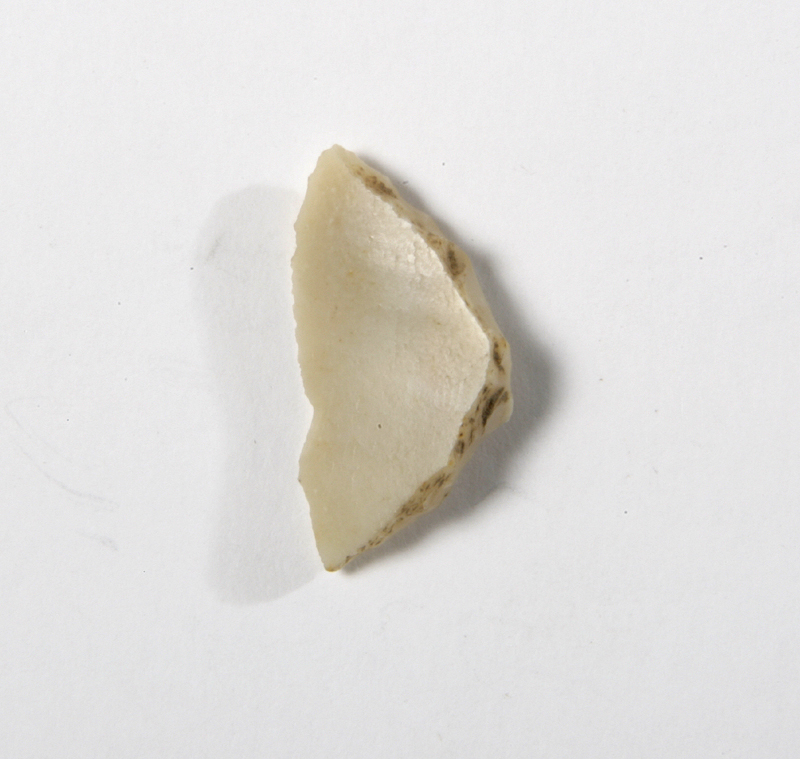
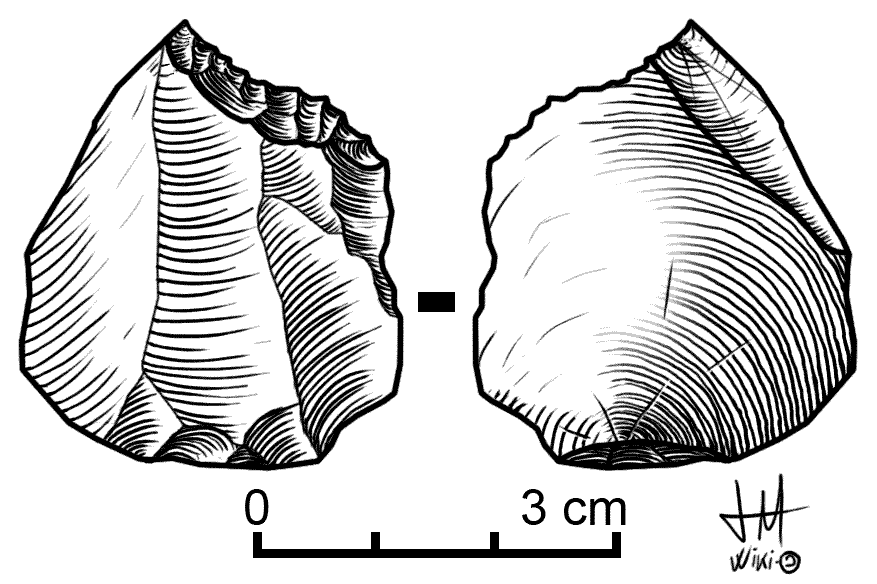

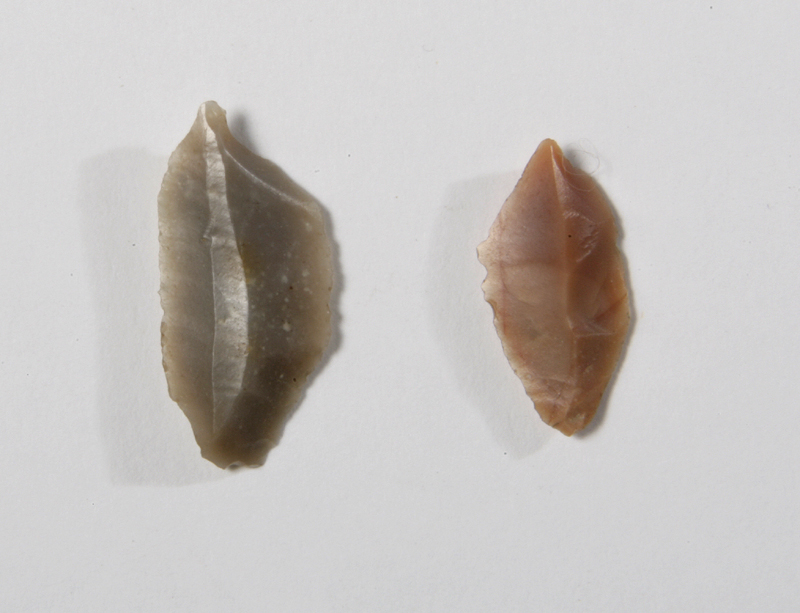
Микрорезцы — отходы микроиндустрии

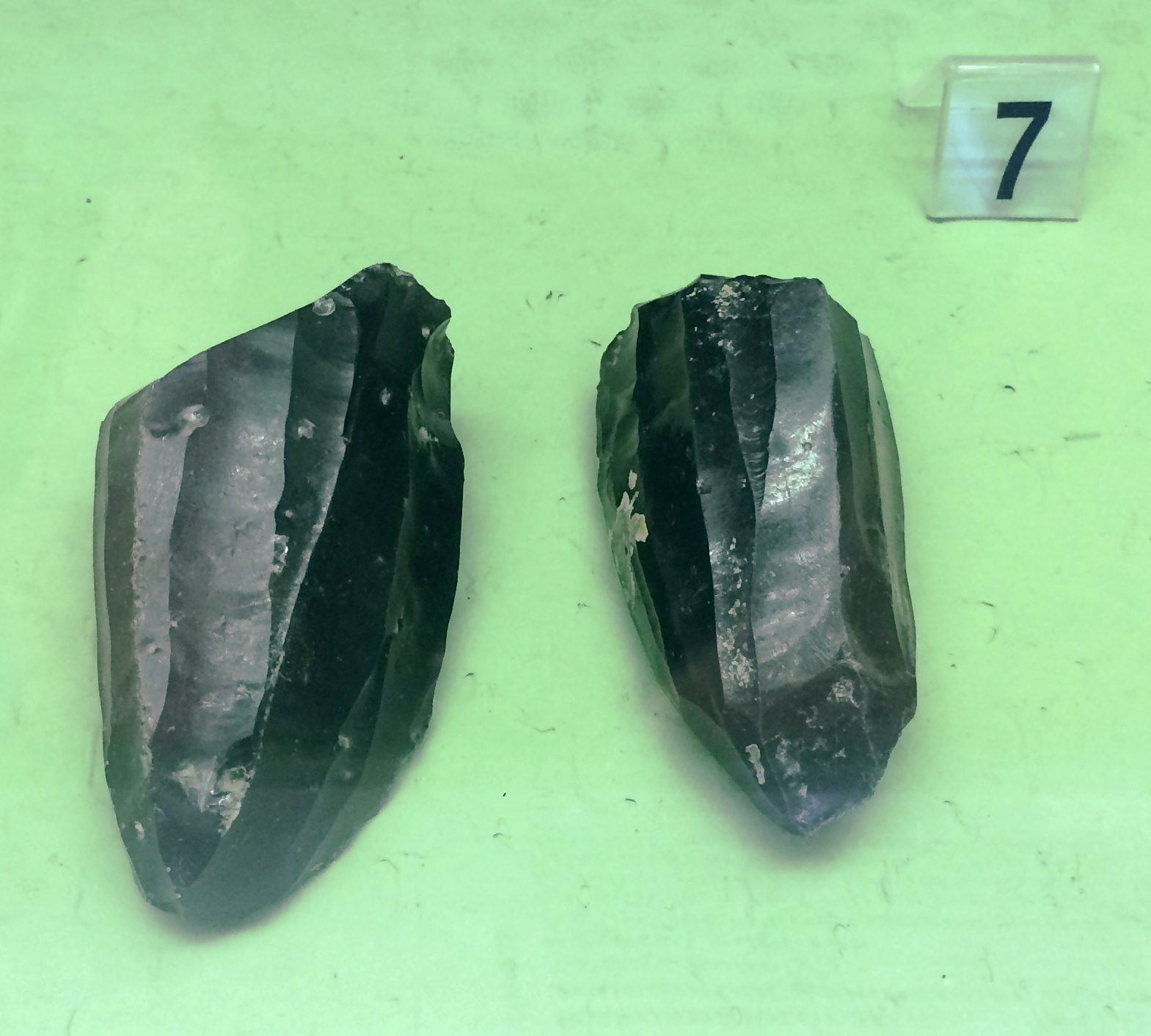
Микронуклеус

Геометрические микролиты использовали как вкладыши для колющих и режущих лезвий гарпунов, стрел и других метательных и режущих орудий различного размера. Формы их разнообразны: треугольники, трапеции, высокие трапеции, ромбы, четырёхугольники, 
прямоугольники, сегменты.

### Отходы микроиндустрии
Миниатюрные и карандашевидные нуклеусы — ядрища, остающиеся после скола с каменной заготовки микропластинок. Резцы (микрорезцы) — отходы производства геометрических микролитов из пластинок.